# Sant'Eligio degli Orefici
Sant'Eligio degli Orefici är en kyrka i Rione Regola i Rom och är tillägnad den helige Eligius, skyddshelgon för bland annat guldsmeder. Den uppfördes efter ritningar av Rafael. Efter Rafaels död 1520 upptogs arbetena av Baldassare Peruzzi, som tillskrivs kupolen med kupoltambur. Fasaden ritades av Flaminio Ponzio och fullbordades av Giovanni Bonazzini.
Interiören hyser fresker av Matteo da Lecce, Taddeo Zuccaro, Giovanni De Vecchi och Giovanni Francesco Romanelli.

## Bilder

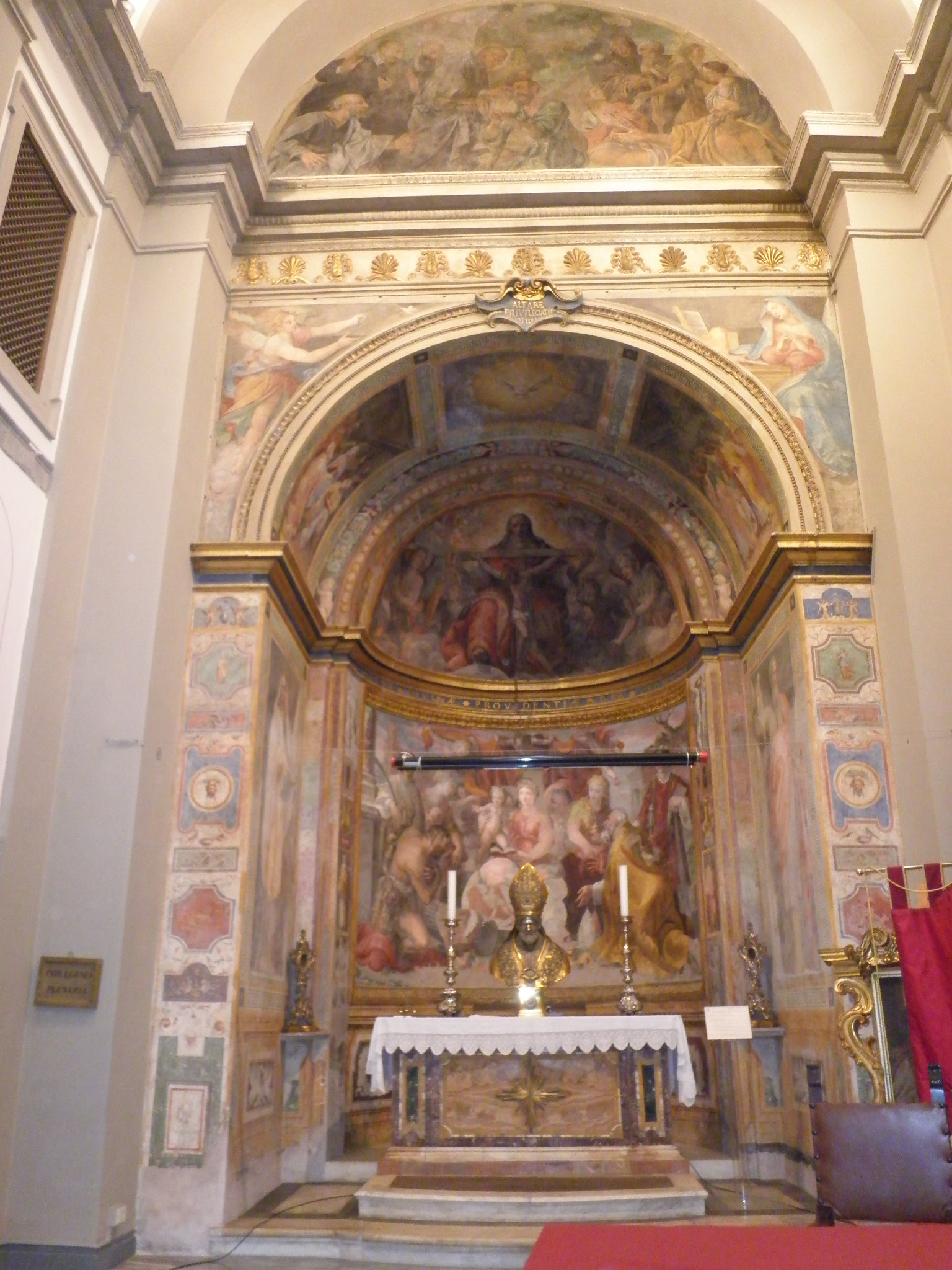
Högaltarfresken av Matteo da Lecce.
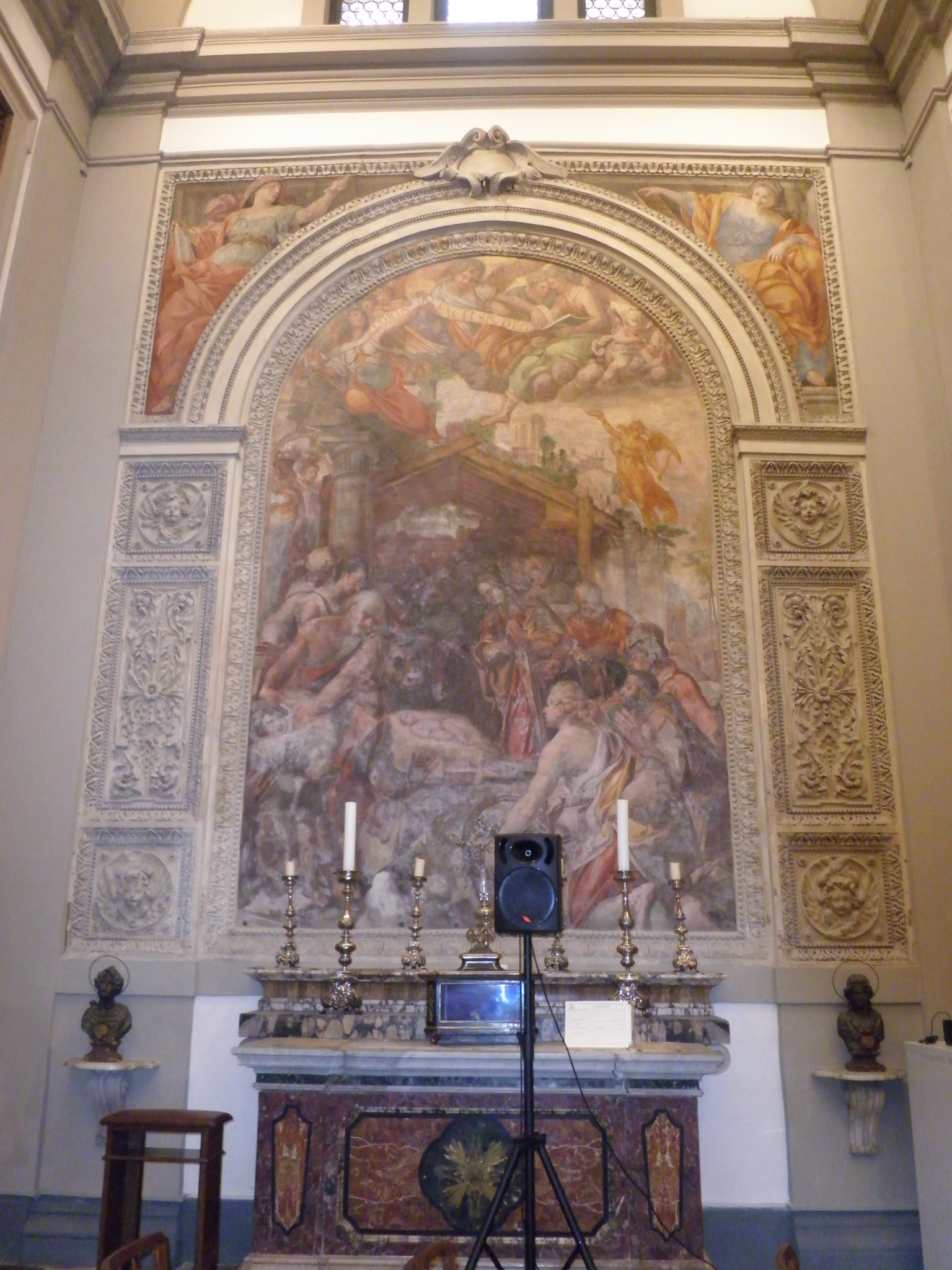
Jesu födelse av Giovanni De Vecchi.
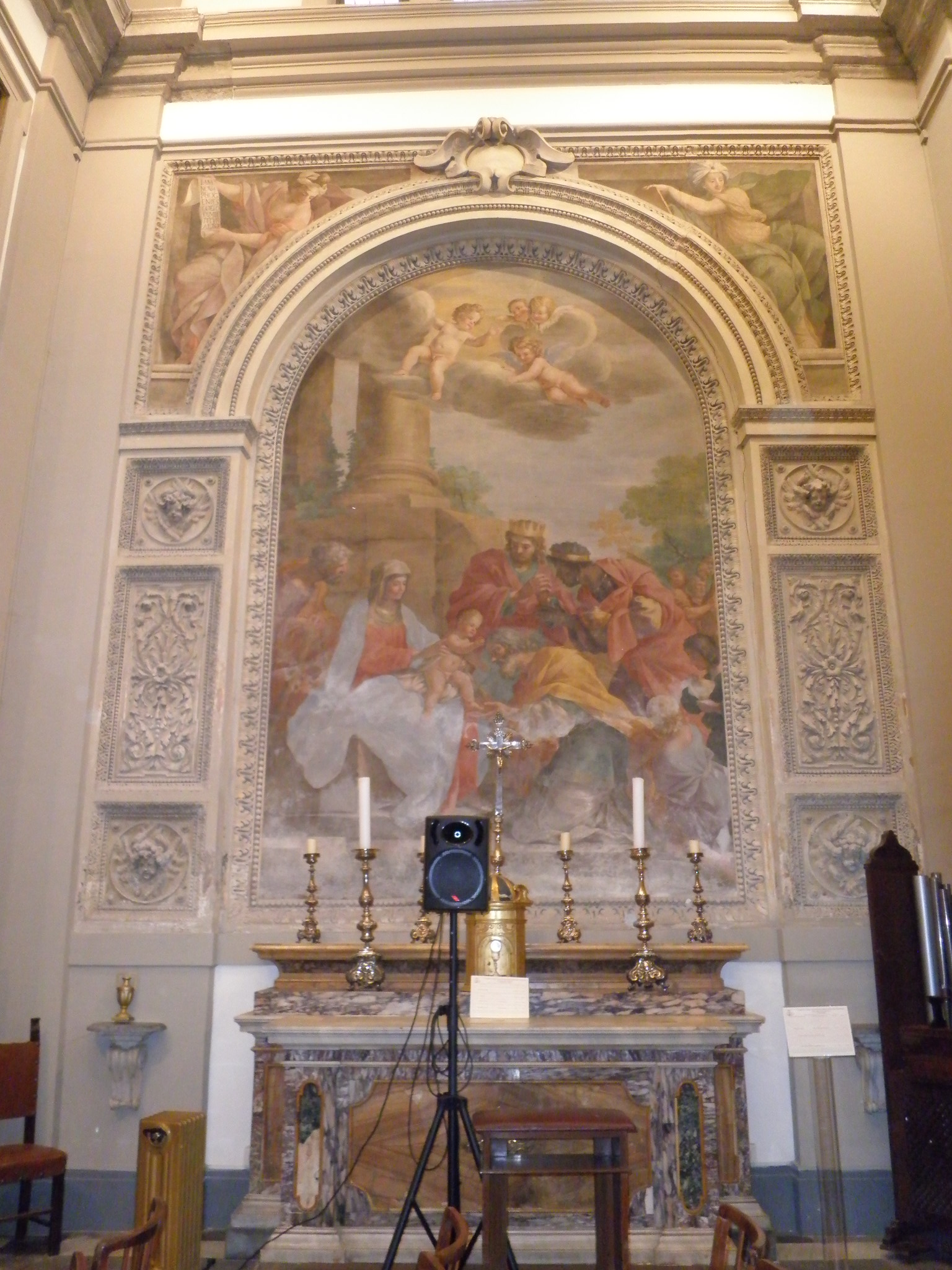
Konungarnas tillbedjan av Giovanni Francesco Romanelli.
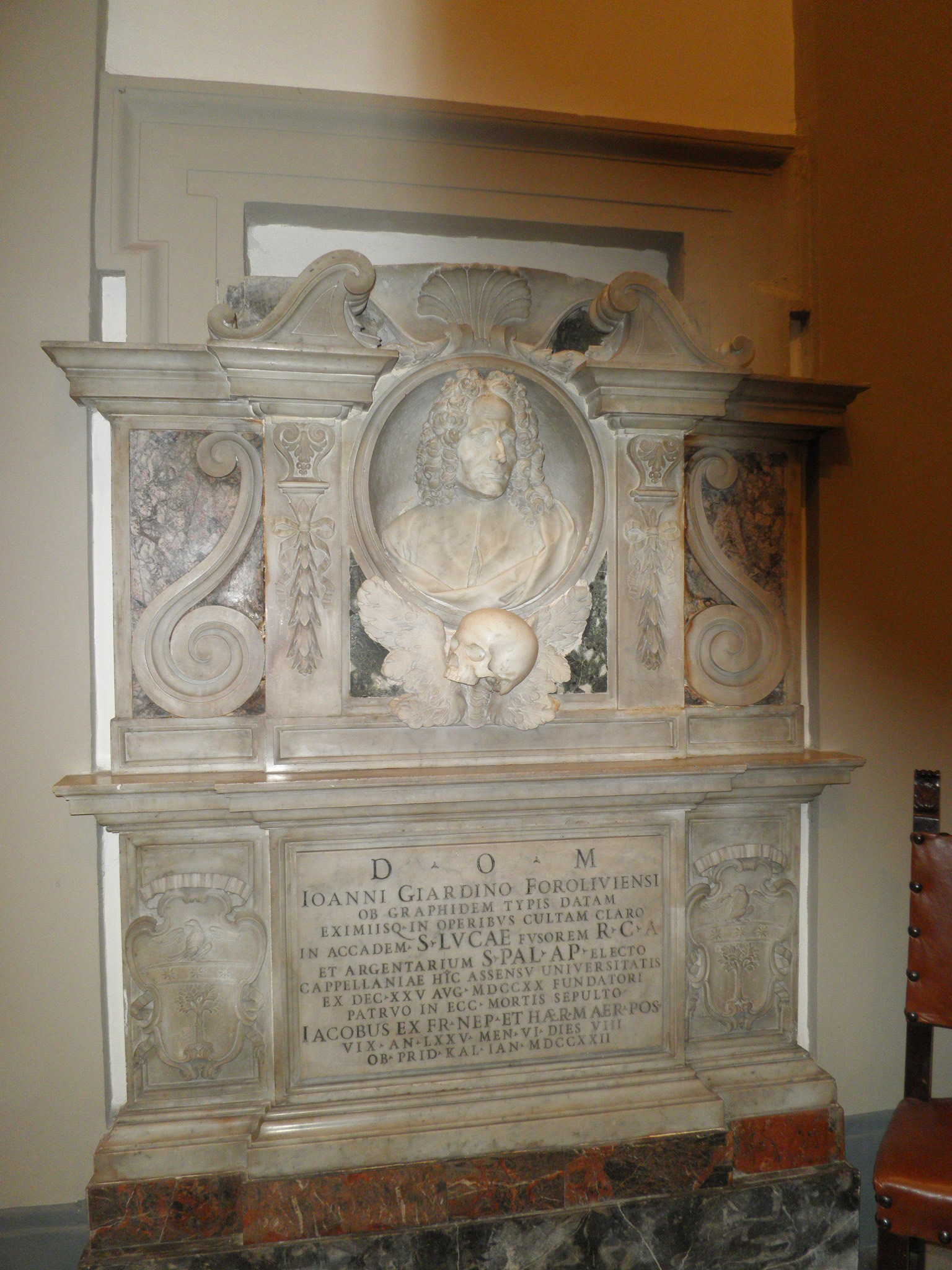
Gravmonument över Giovanni Giardini.